# ایرنینا
ایرنینا یا ایرنینی الهه بین‌النهرینی و انسان‌انگاری‌شدهٔ پیروزی بود. این نام می‌توانست برای لقب سایر خدایان به کار رود.

## نام و شخصیت
تئونیم ایرنینا معمولا در خط میخی به صورت dir-ni-na یا dir-ni-ni نوشته می‌شد. نگارش لوگوگرافیک دیگری نیز به شکل تقریبی از فهرست خدای آن = آنوم باقیمانده است که نشانه MUŠ در آن به کار رفته است. می‌توان آن را به «پیروزی» ترجمه کرد و بنا بر این الهه را نیز میتوان انسان‌انگاری‌شدهٔ این مفهوم (شخصیتی مانند ویکتوریا) ر نظر گرفت. جرمایا پیترسون او را الهه‌ای مرتبط با جهان زیرین توصیف می‌کند.

## لقب سایر خدایان
الههٔ متمایز به نام ایرنینا را باید از استفاده از این عنوان برای اشاره به جنبه ستیزه‌جوی ایشتار جدا کرد.

## گواهی‌ها
در نسخهٔ مشهور به «بابلی معیار» حماسه گیلگمش، نینسون (هنگامی که از شمش یاری می‌خواهد) بیان می‌کند که آگاه است پسرش گیلگمش سرانجام به خدایانی چون ایرنینا و نینگیشزیدا خواهد پیوست. این بخش بازتابِ تصویر ایرنینا در جایگاه خدای جهان زیرین است. بعدا، جنگل سدری که قهرمان و همراهش انکیدو به آن می‌روند به عنوان مِلک «ایرنینی» توصیف می‌شود، گرچه به عقیده اندرو جرج در این زمینه، ممکن است که نام نوعاً برای الهه‌ها، و نه یک خدایی خاص، (به موازات īli «خدایان»)  به کار رفته باشد.